# Stenilema quadrinotata
Stenilema quadrinotata là một loài bướm đêm thuộc phân họ Arctiinae, họ Erebidae.